# Décès en 995
Décès
- 991
- 992
- 993
- 994
- 995
- 996
- 997
- 998
- 999

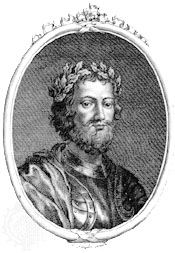
Kenneth II, mort en 995.

Cette page dresse une liste de personnalités mortes au cours de l'année 995 :
- 13 juin : Fujiwara no Michikane, kugyō (noble japonais), membre du clan Fujiwara et l'un des régents Fujiwara puisqu'il sert comme kampaku.
- 29 juillet : García Ier de Castille, comte de Castille et d’Alava.
- 28 août : Henri II de Bavière, dit le Querelleur, duc de Bavière.

- Étienne de Lunéville, 34e évêque de Toul.
- Robert de Toul, 35e évêque de Toul.
- Herbert II de Troyes, dit le Jeune, comte de Meaux (Herbert III), de Troyes (Herbert II) et d'Omois (Herbert IV).
- Bernward de Wurtzbourg, évêque de Wurtzbourg.
- Al-Mansur ben Bologhin, deuxième émir ziride régnant en Ifriqiya.
- Fujiwara no Michitaka, membre du clan Fujiwara, noble de la cour (kugyō) et l'un des régents Fujiwara.
- Fujiwara no Michitsuna no Haha, ou Udaishō Michitsuna no Haha, poétesse japonaise du milieu de l'époque de Heian.
- Kenneth II,  roi d’Écosse.

## Crédit d'auteurs
- Cet article est partiellement ou en totalité issu de l'article intitulé « 995 » (voir la liste des auteurs).